# Pterophylla furcata
Pterophylla furcata är en insektsart som beskrevs av Andrew Nelson Caudell 1906. Pterophylla furcata ingår i släktet Pterophylla och familjen vårtbitare.

## Underarter
Arten delas in i följande underarter:
- P. f. furcata
- P. f. laletica